# Emily Stang Sando
Emily Stang Sando (Tønsberg, 1989. március 8. –) kétszeres Európa-bajnok norvég válogatott kézilabdázó, kapus, a dán HØJ Elite játékosa.

## Pályafutása
Sando 17 évesen kezdett el kézilabdázni, első klubja a Larvik volt, ahol 4 évig volt a csapat tagja. 2010-ben visszatért szülővárosába, és a Flint Tønsberg csapatánál játszott 3 évet. Majd ezt követően Dániába utazott és 4 szezonra aláírt a Team Esbjerghez. 2017-ben leigazolta a szintén dán Odense Håndbold. Ám 1 év elteltével eltávozott Odenseből és a København játékosa lett. Sando úgy gondolta, hogy kicsit messzebb folytatja pályafutását, a Budućnost pedig éppen kapust keresett, így Sando elhagyta Dániát is, és a montenegrói ŽRK Budućnost kapusa lett. Sando kezdeti lelkesedése hamar csődött mondott, mert nem érezte jól magát Podgoricában, 2020 nyarától a német SG BBM Bietigheim csapatát erősíti. 2021-ben 1 szezonra visszatért Dániába, ahol a Horsens HK csapatában védett. 2022 nyarán bejelentette visszavonulását.
Sando 2010-ben mutatkozott be a norvég válogatottban. Részt vett az olimpiai játékokon, a világ- és Európa-bajnokságokon.

## Sikerei, díjai

### A klubcsapataiban
- Larvik HK-val :
  - Norvég kupa
    -  Aranyérmes (4x) : 2006, 2007, 2009, 2010

  - EHF-kupagyőztesek Európa-kupája
    -  Aranyérmes (1x) : 2008
    -  Ezüstérmes (1x) : 2009
- Team Esbjerg-gel :
  - Dán bajnokság
    -  Aranyérmes (1x) : 2016

  - EHF-kupa
    - Döntős (1x) : 2014
- København Håndbold-dal : 
  - Dán liga
    -  Aranyérmes (1x) : 2018

  - Dán szuperkupa
    -  Aranyérmes (1x) : 2018
- ŽRK Budućnost-tal
  - Montenegrói bajnokság
    -  Aranyérmes (1x) : 2019

  - Montenegrói kupa
    -  Aranyérmes (1x) : 2019

### Aválogatottban
- Európa-bajnokság :
  -  Aranyérmes (2x) : 2016, 2020